# Monte Vito
Il Monte Vito (in lingua inglese: Mount Vito) è una montagna antartica di nuda roccia, alta 1.810 m, situata 3,7 km a nordest del Monte Frontz, sul fianco orientale del Ghiacciaio Reedy, nel settore occidentale del Wisconsin Range della catena dei Monti Horlick, nei Monti Transantartici, in Antartide.
Il monte è stato mappato dall'United States Geological Survey (USGS) sulla base di rilevazioni e foto aeree scattate dalla U.S. Navy nel periodo 1960-64.
La denominazione è stata assegnata dall'Advisory Committee on Antarctic Names (US-ACAN), in onore di John Vito, tecnico elettronico presso la Stazione Byrd durante l'inverno 1961.